# Aspalathoides hermanniae
Aspalathoides hermanniae là một loài thực vật có hoa trong họ Đậu. Loài này được (L.) K. Koch mô tả khoa học đầu tiên năm 1853.